# Michałowo (rejon święciański)
Michałowo (lit. Mikalavas) – dawny chutor. Obecnie część wsi Pierczyna na Litwie, w okręgu wileńskim, w rejonie święciańskim, w gminie Maguny.

## Historia
W czasach zaborów w gminie Kiemieliszki, w powiecie święciańskim, w guberni wileńskiej Imperium Rosyjskiego. 
W dwudziestoleciu międzywojennym zaścianek leżał w Polsce, w województwie wileńskim, w powiecie święciańskim, w gminie Kiemieliszki.
W 1931 w 2 domach zamieszkiwało 11 osób.
Od 1945 roku w Litewskiej Socjalistycznej Republice Radzieckiej.